# Sisyphus schaefferi
Sisyphus schaefferi é uma espécie de insetos coleópteros polífagos pertencente à família Scarabaeidae.
A autoridade científica da espécie é Linnaeus, tendo sido descrita no ano de 1758.
Trata-se de uma espécie presente no território português.